# Brierley Hill
Brierley Hill – miasto w Wielkiej Brytanii, w Anglii, w regionie West Midlands, w hrabstwie West Midlands, w dystrykcie Dudley. W 2011 roku miasto liczyło 13 935 mieszkańców.
W mieście rozwinął się przemysł spożywczy, metalowy, szklany oraz ceramiczny.